# Ellen Ripley
Ellen Louise Ripley é uma personagem fictícia e protagonista da série de filmes Alien, interpretada pela atriz americana Sigourney Weaver. O personagem ganhou reconhecimento mundial de Weaver, e o papel continua sendo o mais famoso até hoje. Ridley Scott, diretor do primeiro filme da série, tomou a decisão de mudar Ripley do herói de ação masculino padrão para uma heroína.
Alien (1979) e Aliens (1986) foram anunciados por desafiar papéis de gênero, particularmente nos gêneros de ficção científica, ação e horror. As performances de Weaver também são muito elogiadas: por Aliens, ela ganhou sua primeira indicação ao Oscar de melhor atriz, que agora é vista como um marco desde que a Academia, até aquele momento, havia dado pouco reconhecimento aos gêneros de ficção científica. e horror. Por seu papel na franquia, Weaver também foi indicada ao Globo de Ouro de melhor atriz em filme dramático, ao BAFTA de melhor atriz em cinema e a quatro prêmios Saturn de Melhor Atriz, vencendo um por Aliens.
Ripley é frequentemente considerada uma das protagonistas femininas mais significativas em todo o cinema e é uma figura proeminente na cultura popular. Hoje, a influência de Ripley se estende além da franquia original; ela apareceu em romances, histórias em quadrinhos e videogames.

## Biografia

### Filmes

#### Alien(1979)
Ripley é apresentado como subtenente a bordo da Nostromo, uma nave espacial a caminho de Thedus para a Terra. Tendo sido colocada em estase pela longa jornada de volta para casa, a tripulação é despertada quando a Nostromo recebe uma transmissão de origem desconhecida de um planetoide próximo. Após o desembarque, uma criatura desconhecida se infiltra na nave e mata todos os outros membros da tripulação. Ripley é o único membro a escapar do Nostromo antes de sua explosão, que ela deliberadamente começou a matar o monstro. No entanto, ela descobre que o Alien também está a bordo do ônibus espacial da nave, mas o expande para o espaço antes de se colocar em estase para a viagem de volta à Terra.

#### Aliens(1986)
57 anos depois, Ripley acorda de sua estase. Seu testemunho sobre o Alien é recebido com extremo ceticismo, e ela perde sua licença de voo espacial como resultado de seu "julgamento questionável" e descobre que sua filha Amanda está morta. No entanto, depois que o contato foi perdido com uma colônia em LV-426, o planeta onde sua equipe encontrou os ovos Alien, Ripley é solicitada a ir com os fuzileiros navais coloniais a bordo da Sulaco para o LV-426. Eles acham o planeta infestado por muitos aliens, que acabam com quase todos os fuzileiros navais. Ripley finalmente escapa do planeta com o cabo Dwayne Hicks, o androide Bishop, e Newt, uma jovem garota e o última sobrevivente da colônia. De volta a Sulaco, eles são logo atacados pela Rainha Alien, que finalmente é lançada para o espaço por Ripley. Ripley entra em sono profundo ao lado dos três outros sobreviventes para o retorno à Terra.

#### Alien 3(1992)
A Sulaco lança uma cápsula de fuga contendo os quatro sobreviventes, que depois colidem com a Fiorina 'Fury' 161, uma instalação de fundição abandonada e colônia penal. Ripley sozinha sobrevive ao acidente. Sem que ela soubesse, um ovo Alien estava a bordo da nave. Uma vez eclodida na prisão, a criatura começa a matar detentos e guardas, mas estranhamente se recusa a matá-la. Depois de reunir os presos e preparar a defesa contra a criatura, Ripley descobre o embrião de uma Rainha Alien crescendo dentro dela, percebendo por que ela não havia sido atacada. Depois de ter matado o Alien por choque térmico, Ripley se sacrifica mergulhando em uma fornalha gigantesca no momento em que a rainha Alien começa a explodir em seu peito, exterminando o traço final dos Aliens e impedindo a Weyland-Yutani Corporation de usá-la como um arma biológica.

#### Alien: Resurrection(1997)
200 anos após sua morte, cientistas na nave espacial USM Auriga clonam Ellen Ripley com o propósito de recuperar cirurgicamente o embrião da Rainha Alien de seu corpo e assim criar mais exemplares da espécie para estudar. Seu DNA mostrou-se difícil de separar do Alien que estava dentro dela, e apenas na oitava tentativa gerou um clone bem-sucedido, referido como "Ripley 8", que por ter material genético dos Aliens em seu corpo, conseguiu força e reflexos sobre-humanos,  sangue ácido e um vínculo empático com os Aliens. Quando os Aliens conseguem fugir de suas celas, Ripley 8 faz o mesmo e se une aos mercenários da nave Betty, que trouxe humanos sequestrados para servirem de hospedeiros para novos Aliens, para tentar escapar da Auriga e também destruir a nave junto com os últimos Aliens. No percurso, ela encontra um laboratório abrigando os sete clones deformados e malsucedidos que a precederam, a quem decide dar uma morte misericordiosa com um lança-chamas. Eventualmente é capturada pelos Aliens e levados para  o ninho, onde descobre que de forma similar a Ripley 8 a Rainha tem genes humanos que permitiram gerar um ser em seu ventre, dando à luz a um xenomorfo com características humanas. O híbrido Alien reconhece Ripley como sua mãe e mata a rainha. Ripley foge para a Betty, onde ela mata o híbrido ao abrir um buraco na fuselagem, fazendo com que a criatura seja sugada violentamente por conta da descompressão descontrolada. O Auriga cai na Terra, destruindo todos os Xenomorfos restantes em uma explosão maciça. Pelas janelas da Betty, Call e Ripley olham para a Terra e, quando Call pergunta o que Ripley quer fazer a seguir, ela diz: "Eu também sou uma estranha aqui". Em um final alternativo, a Betty aterra em uma Paris em ruínas.

#### Cancelado
Depois que o diretor Neill Blomkamp anunciou em 19 de fevereiro de 2015 que seu próximo filme seria um quinto filme de Alien, Weaver confirmou em 25 de fevereiro que ela repetiria seu papel de Ripley no filme. Em 21 de janeiro de 2017, em resposta a uma pergunta dos fãs no Twitter, perguntando quais eram as chances de seu projeto Alien realmente acontecer, Blomkamp respondeu "poucas". Em abril, Scott disse que achava que o filme nunca seria feito. Ele elaborou que nunca houve um roteiro completo, apenas um discurso de 10 páginas, que a Fox decidiu que não queria seguir adiante. Os comentaristas observaram que isso contraria as declarações de Weaver e James Cameron sobre a leitura do roteiro de Blomkamp para o filme, embora seja possível que Weaver e Cameron estejam se referindo ao documento de pitch. Em 1 de maio de 2017, Ridley Scott confirmou que o quinto filme não está acontecendo.
Um final alternativo para o The Predator, exibindo um pod da Weyland-Yutani Corp contendo Ripley (interpretado por Breanna Watkins) usando um aparelho de respiração da Weyland-Yutani em forma de facehugger, ainda era uma das várias referências destinadas a conectar ainda mais os filmes do Predator aos filmes da Alien.

### Vídeo games

#### Aliens: Colonial Marines(2013)
Ripley tem duas participações especiais no DLC "Stasis Interrupted" para o jogo. Nesta campanha prequel, Ripley é visto sendo impregnado por um Facehugger e também apareceu recriando a mesma cena final de Alien 3. O jogo também revelou que Hicks realmente sobreviveu aos eventos de Alien 3 quando foi recuperado por outra equipe de fuzileiros navais coloniais, com o corpo na câmara de estase que caiu sendo outro fuzileiro naval que foi jogado no casulo de Hicks durante um tiroteio, morrendo quando o EEV caiu. As cápsulas de Ripley, Newt e Bishop foram ejetadas enquanto Hicks teve que ir com os outros fuzileiros navais.

#### Alien: Isolation(2014)
Em 2014, Weaver reprisou seu papel de Ripley pela primeira vez em 17 anos por uma participação especial no videogame Alien: Isolation, centrado na filha de Ripley, Amanda, e mais amplamente em seus dois DLCs durante os eventos de Alien.
Este jogo se passa 15 anos após os eventos de Alien e 42 anos antes dos eventos de Aliens, com a filha de Ripley, Amanda. Amanda foi originalmente introduzida na versão estendida de Aliens, quando Ripley descobre que durante seus 57 anos de estase, Amanda cresceu, se casou e morreu. No jogo, Amanda investiga possíveis pistas sobre o desaparecimento de sua mãe e vai à estação espacial Sevastopol na esperança de encontrar respostas. Perto do final do jogo, Amanda finalmente encontra uma mensagem vocal de sua mãe (dublada por Weaver), que adicionou uma mensagem pessoal à entrada final da Nostromo no final de Alien, dirigida a Amanda, na qual Ripley explica a verdadeira natureza de o desaparecimento da Nostromo, diz a ela que a ama e espera que ela ouça isso algum dia.
Weaver também reprisa seu papel mais extensivamente ao lado de vários outros membros do elenco original nos dois DLCs do jogo, ambientados durante os eventos de Alien. Ripley é acompanhado por Dallas (Tom Skerritt), Lambert (Veronica Cartwright), Brett (Harry Dean Stanton), Parker (Yaphet Kotto) e Ash (Ian Holm, apenas parecido), permitindo que o jogador reproduza duas cenas icônicas do filme . Com a pré-encomenda da Nostromo Edition, o conteúdo bônus "Crew Expendable" permite que os jogadores joguem como um dos membros da tripulação sobreviventes logo após o desaparecimento de Brett para atrair o Alien para a câmara de ar do navio. Em "Last Survivor", Ripley inicia a sequência de autodestruição antes de escapar na Narciso. 
Em Alien: Isolation - The Digital Series, Ripley foi interpretada por Andrea Deck nas dublagens dos momentos finais de Ripley para sua filha.

### Mídia impressa
A vida e a carreira de Ripley foram extensivamente expandidas em vários quadrinhos e romances, muitos dos quais foram escritos antes de sua morte na Fiorina 161, fornecendo uma cronologia que continua a partir do final de Aliens. Na série de romances publicados pela Dark Horse, Ripley aparece no final do livro 3, The Female War; mas os livros subsequentes, a fim de alinhar a continuidade do livro com a continuidade do filme, revelam que ela é realmente um andróide criado à semelhança de Ripley e com falsas memórias. Todos os romances foram reiniciados em 2012, o que significa que os únicos livros canônicos com Ripley são Out of the Shadows (de Tim Lebbon), Sea of Sorrows (de James A. Moore) e River of Pain. Em Out of the Shadows, Ripley é despertada da estase 37 anos após os eventos de Alien, luta contra Xenomorfos ao lado de vários mineiros e é colocada novamente estagnada no final do livro com sua memória desses eventos apagados para poupá-la do pior o trauma psicológico que ela experimentou. Ripley é mencionada repetidamente em Sea of Sorrows, que estrela seu descendente (com pistas de que na verdade ele é neto de Ripley 8), e aparece no River of Pain, que ocorre antes e durante os eventos de Aliens. A história em quadrinhos Aliens versus Predator versus The Terminator começa de onde Alien Resurrection parou e continua a história de Ripley 8 após a Resurrection. Esse enredo vê Ripley 8 aliando-se aos Predatores para derrotar uma nova onda de Aliens e um grupo de Exterminadores criado por um programa Skynet há muito adormecido para se reinventar se for destruído, culminando em Ripley 8 se sacrificando para destruir o super-soldado original/Terminator. Áudio e animação de Ripley foram apresentadas na cena Alien de The Great Movie Ride no Disney's Hollywood Studios no Walt Disney World.

## Recepção

### Listas de melhores personagens
Ellen Ripley é frequentemente apresentada nas listas dos melhores personagens da história do cinema: em 2008, o American Film Institute a classificou como a oitava melhor heroína na história do cinema americano em sua lista dos 100 maiores heróis e vilões, a segunda personagem feminina mais bem classificada depois de Clarice Starling. Em 2009, a Entertainment Weekly classificou Ripley em quinto lugar na lista dos 20 heróis mais legais de todos os tempos na cultura pop, chamando-a de "uma das primeiras personagens femininas do cinema que não é definida pelos homens ao seu redor ou por seu relacionamento com eles". No mesmo ano, ela foi classificada em nono lugar na compilação da revista Empire dos 100 Maiores Personagens de Filmes em 2008 e a quinta em 2015, sendo a mulher mais bem classificada em ambas.
Ela foi classificada em oito na lista da revista Premiere dos 100 Maiores Personagens de Cinema de Todos os Tempos, com seu Momento Definitivo sendo "a recusa nervosa de Ripley em abrir a escotilha da nave para que Kane (John Hurt) possa ser admitido - com algo anexado" na cara dele ". Ela foi a terceira mulher mais bem classificada da lista, depois de Annie Hall e Scarlett O'Hara. Ela foi classificada em 57 na lista dos 100 Maiores Personagens Fictícios da Fandomania. Em 2009, a MTV a selecionou como a segunda maior personagem badass do cinema de todos os tempos, a única mulher com Sarah Connor, em sexto lugar. Em 2011, a UGO Networks a classificou como a 75ª garota mais de ficção científica de todos os tempos e o site Total Sci-Fi a classificou em primeiro lugar entre as 25 mulheres que mais sacudiram a ficção científica, afirmando "uma das personagens mais emblemáticas da história do cinema" e "uma das personagens mais analisadas criticamente na história do cinema". Em 2011, a Total Film a classificou como a melhor personagem feminina de qualquer filme.

### Prêmios e impacto para Sigourney Weaver
Por sua atuação em Alien, Weaver foi indicada ao BAFTA Award de Melhor Iniciante Principal e o Saturn Award de Melhor Atriz.
Embora sua atuação já tenha sido aclamada no primeiro filme, Aliens deu reconhecimento mundial a Weaver: ela foi a segunda atriz de terror da história (depois de Ellen Burstyn por The Exorcist) a ser indicada ao Oscar de melhor atriz. Ela também recebeu uma indicação ao Globo de Ouro de Melhor Atriz - Drama de Filme e ganhou o Saturn Award de Melhor Atriz, o primeiro prêmio em sua carreira (exceto um prêmio menor, o Mystfest Award de Melhor Atriz, ganhou por Half Moon Rua).
Weaver também foi co-produtora do terceiro e quarto filmes da franquia. Embora tenham tido menos sucesso crítico, a performance de Weaver foi elogiada: ela recebeu seu terceiro e quarto Saturn Award de indicações para Melhor Atriz por ambos os filmes e uma indicação ao Blockbuster Entertainment Award de Atriz Favorita - Ficção Científica por Alien Resurrection. Embora ela não tenha ganhado prêmios especificamente para Alien 3 e Alien Resurrection, ela ganhou o prêmio Hasty Pudding Woman of the Year por seu trabalho vocal durante o ano de 1997, incluindo Alien Resurrection, The Ice Storm e Snow White: A Tale of Terror.
Weaver ganhou o prêmio DVDX de melhor comentário em áudio (novo em DVD) por sua participação em áudio, entre vários outros membros da equipe, no comentário em áudio de Alien em sua reedição em 2003 em Alien Quadrilogy. Em seu discurso de apresentação sobre Weaver antes de recompensá-la por sua carreira geral com o Prêmio Heroína no Scream Awards de 2010, o diretor de Aliens, James Cameron, declarou suas principais participações na história do cinema como a franquia Alien, Ghostbusters e Avatar.

## Aparições

### Filmes
- Alien (1979)
- Aliens (1986)
- Alien 3 (1992)
- Alien Resurrection (1997)

### Vídeo games
- Aliens (1990 arcade)
- Alien 3 (1992 NES & Sega Genesis)
- Alien Trilogy (1996)
- Aliens vs. Predator (2010)
- Aliens: Colonial Marines (2013)
- Alien: Isolation (2014)
- Aliens vs. Pinball (2016)
- Dead by Daylight (2016)

### Role-playing games
- Aliens Adventure Game (1991)

### Histórias em quadrinhos
- Alien: The Illustrated Story (1979)
- Aliens: Outbreak (1988-1989)
- Aliens: Nightmare Asylum (1989-1990)
- Aliens: Female War (1990)
- Alien 3 (1992)
- Aliens: Newt's Tale (1992)
- Aliens: Space Marines (1992)
- Alien Resurrection (1997)
- Aliens versus Predator versus Terminator (2000)
- Aliens: Field Report (2014)

### Romances
- Alien (1979)
- Aliens (1986)
- Alien 3 (1992)
- Aliens: Tribes (1992)
- Aliens: Earth Hive (1992)
- Aliens: Nightmare Asylum (1993)
- Aliens: The Female War (1993)
- Aliens: Music of the Spears (1996)
- Alien Resurrection (1997)
- Alien: Out of the Shadows (2014)
- Alien: Sea of Sorrows (2014)
- Alien: River of Pain (2014)
- Aliens: Bug Hunt (2017)

### Livros
- Alien: The Weyland-Yutani Report (2014)

## Cultura popular
- No filme de super-herói Deadpool (2016), o personagem principal se refere a Míssil Adolescente Megassônico (interpretada por Brianna Hildebrand) como "Ripley, de Alien 3!" quando ela atende a porta da frente da Mansão X, em referência ao corte de cabelo semelhante das personagens.
- A famosa personagem da franquia de jogos Metroid, chamada Samus Aran, é inspirada em Ellen Ripley.
- Em 2019, o SpX-DM1 (SpaceX Demonstration Mission 1), publicou um artigo de teste de seu traje de voo personalizado chamado Ripley.[26]